# Porthmeia subnigra
Porthmeia subnigra är en fjärilsart som beskrevs av George Thomas Bethune-Baker 1908. Porthmeia subnigra ingår i släktet Porthmeia och familjen tofsspinnare. Inga underarter finns listade i Catalogue of Life.